# Maria von Kleve
Prinzessin Maria von Kleve (* 19. September 1426; † 23. August 1486 in der Picardie) war durch Heirat Herzogin von Orléans (Duchesse d’Orléans).

## Leben
Maria war die jüngste Tochter des Herzogs Adolf II. von Kleve (1373–1448) und seiner Ehefrau Maria von Burgund (1393–1463), Tochter von Herzog Johann Ohnefurcht und Margarete von Straubing-Holland.
Am 6. November 1440 heiratete die 14-jährige Maria von Kleve in Saint-Omer den beinahe 46-jährigen Charles de Valois, duc d’Orléans, ältester Sohn von Herzog Ludwig von Orléans und Valentina Visconti, Tochter von Herzog Gian Galeazzo Visconti von Mailand. Aus der Ehe, die allen Berichten zufolge glücklich verlief, gingen nach sechzehn Jahren Kinderlosigkeit drei Kinder hervor:
- Marie (1457–1493) ⚭ 1476 Johann von Foix (1450–1500), Graf von Étampes
- Ludwig XII. (1462–1515), Herzog von Orléans und späterer König von Frankreich

⚭ 1476–1498 (Annullierung) Prinzessin Johanna von Frankreich (1464–1505), Äbtissin von Bourges
⚭ 1499–1514 Herzogin Anna von Bretagne (1477–1514)
⚭ 1514 Prinzessin Mary Tudor (1496–1533)
- Anna (1464–1491), Äbtissin von Fontevrault (1477–1491)